# Asertivita
Pojem asertivita označuje schopnost prosazovat jiný názor, stanovisko nebo zájem. Považuje se za důležitou komunikační dovednost. Umožňuje jasně vyjádřit a prosadit naše názory a myšlenky, aniž bychom narušovali práva ostatních, což je ale protimluv a je nevhodná zejména ve chvíli, kdy je porušována etika. Vyučuje ji mnoho odborníků na vývoj osobnosti, psychoterapeutů a je také obsahem mnoha populárních příruček k vlastnímu zdokonalení.
Do češtiny se slovo asertivita překládá jako „sebejisté jednání“ nebo „zdravé sebeprosazování“, v cizích jazycích nabývá různých významů (v angličtině „to assert“ – tvrdit, prohlašovat, prosazovat se, ve francouzštině „assertion“ – tvrzení, výpověď a v latině „as-seró“ – přiřazovat, osvojovat, tvrdit).
Autorem metody asertivního tréninku je americký psycholog Andrew Salter, který své žáky učil přiměřenému chování a vytrvání u svého názoru nebo požadavku.

## Asertivní, neasertivní a agresivní chování
Jako komunikační styl a strategie se asertivita liší od agrese i pasivity, i když může být pasivitou i agresí zároveň. K rozlišení těchto tří konceptů je důležité pochopit, jak se chovají ke stanoviskům svým a cizím.
Člověk, který jedná asertivně, zvládá jasně definovat své požadavky. Nejedná proti právům druhých lidí, umí naslouchat a je schopen přistoupit na kompromis.
Pasivní člověk naopak nedokáže jasně formulovat a sdělit své požadavky, chybí mu sebedůvěra a jistota při jednání s druhými, proto se nedokáže dostatečně prosadit. Nedokáže čelit manipulativnímu chování.
Na rozdíl od asertivity, agresivita souvisí s tvrdým prosazováním názoru. Agresivní lidé nerespektují názory ostatních. Při svém vyjednávání často ponižují druhé. Agresivita není chápána jen jako fyzický útok, ale také jako slovní (ironie, sarkasmus, vulgární nebo hlasitý projev).

## Asertivní práva a zásady
Každý, kdo se chce umět správně prosadit, stát si za svým názorem a být odolný vůči manipulaci, by měl znát a zároveň respektovat tzv. asertivní lidská práva. Patří mezi ně tato desítka práv.
1. Máme právo sami posuzovat své vlastní chování a city a být za ně zodpovědní.
2. Máme právo nenabízet žádné omluvy a výmluvy ospravedlňující naše chování.
3. Máme právo posoudit, zda a nakolik jsme zodpovědní za řešení problémů druhých lidí.
4. Máme právo změnit svůj názor.
5. Máme právo říci: „Já nevím.“
6. Máme právo být nezávislí na dobré vůli ostatních.
7. Máme právo dělat chyby a být za ně zodpovědní.
8. Máme právo dělat nelogická rozhodnutí.
9. Máme právo říci: „Nerozumím.“
10. Máme právo říci: „Je mi to jedno.“

## Asertivní techniky
Můžeme využít několika technik.
Poškrábaná gramodeska
Patří mezi nejznámější a nejpoužívanější techniky. Člověk jasně a jednoznačně opakuje svůj požadavek stále dokola (jako přeskakující jehla na gramofonové desce). Tato technika vyžaduje klid a vytrvalost. Je třeba ji využívat s rozmyslem - není vhodná v dlouhodobějších vztazích. Dobře naopak funguje jednorázově, např. při reklamaci zboží či při pracovním jednání.
Požádání o laskavost
Člověk by se neměl bát vyjádřit svá přání. Pokud něco chce, měl by o to umět požádat, a ne čekat, zda to ostatním dojde. Je důležité definovat svá přání srozumitelně.
Otevřené dveře
Dokážeme svému protivníkovi dát za pravdu. Soustředíme se na fakta, v rozhovoru najdeme pravdivou nebo jen částečně pravdivou myšlenku, se kterou souhlasíme. Protivník postupem času ztratí energii pro kladení dalších argumentů.
Přijatelný kompromis
Spočívá v dosažení oboustranné spokojenosti nabídnutím pro obě strany přijatelného kompromisu.
Odmítnutí aneb Umění říci ne
Pokud s něčím nesouhlasíme, něco nechceme, máme právo říci „ne“ bez jakéhokoliv pocitu viny.
Negativní dotazování
Jedná se o techniku reakce na kritiku. Vysloví se žádost o detailnější kritiku - nereaguje se tedy obranou. Tímto se otevírá komunikace. Kritizovaná strana si tak může uvědomit chyby na své straně. Pokud je však kritika manipulativní, směřuje tato technika pozitivně k vyčerpání argumentů druhé strany.
Selektivní ignorování
Na kritiku se příliš nereaguje, kritizovaná strana dá však znát, že argumenty zaznamenala. Tato metoda směřuje k vyhnutí se opakované obecné kritiky.

## Asertivita v pedagogických podmínkách
Asertivita se využívá v mnoha oblastech práce s lidmi (klinická psychologie, psychologie práce, manželské a předmanželské poradenství) a mimo to má důležitou roli v pedagogicko-psychologickém poradenství.

U pasivnějších jedinců napomáhá začleňování do kolektivu, dále se využívá při komunikaci učitele s žáky, s rodiči nebo naopak při komunikaci žáka a rodičů s učitelem.

#### Včeském jazyce
- Berne, E.: Jak si lidí hrají. Praha, Portál 2011
- Berckhan, B.: Komunikace bez zábran. Praha, Portál 2012
- Capponi, V., Novák. T.: Jak se prosadit – asertivně do života. Praha, Svoboda 1992
- Gruber, D.: Zlatá kniha komunikace. Ostrava, Repronis 2005
- Hermochová, S.: Sociálně psychologický výcvik, Praha, SPN 1995
- Honzák, R., Novotná, V.: Jak se dobře cítit mezi lidmi. Praha, Grada 1999
- Kolman, L., Špalíková, M.: Vést a být veden. Praha, TES 1985
- Křivohlavý, J.: Jak si navzájem lépe porozumíme. Praha, Svoboda 1988
- KURAS, Benjamin. Soumrak bílého muže. Praha: Věra Nosková - Klika, 2022. ISBN 978-80-87373-91-0. Kapitola: Asertivita čili chucpe, s. 75-78.
- Mezihorský, Š.: Asertivita. Brno, Elfa 1991
- Vojáček, K.: Autogenní trénink. Praha, Avicenum 1988

#### Ve slovenském jazyce
- Honzák, R., Novotná, V.: Ako sa dobre cítiť medzi ľuďmi. Bratislava, SPN 1988
- Svobodová, M.: K niektorým otázkam tréningu asertivity. In: Metody aktivního sociálního učení. Brno 1985

#### Vanglickém jazyce
- Cavood, D.: Assertiveness for Managers. Learning Effective for Managing People. Seattle, Self Counsel Press, Inc. 1983
- Cotller, S. B., Guerra, J. J.: Assertion Training, Champsing, Ill. Research Press 1980. New York, Pergamon Press 1987
- Fensterheim, H., Bear, J.: Don’t say yes, when you want to say no. London, A Future Bock 1976
- Galassi, J. P., Galassi, M. D.: Assertive training in groups. JCounsPs 21, 1974
- Lange, A., Jakubowski, P.: Responsible assertive behavior. New York, Research Press 1978
- Smith, M. J.: When I say No, I feel guilty. New York, Bantam Books 1980